# Carpet (альбом Ceremonial Oath)
Carpet — другий та останній студійний альбом шведської групи Ceremonial Oath, виданий у 1995 році лейблом Black Sun. Запис альбому проходив у Studio Fredman протягом другої половини 1993 року. Над записом та зведенням треків працювали Фредрік Нурдстрем, Хокан Бьюрквіст та Юган Карлссон.
Порівняно з попереднім альбомом склад гурту кардинально змінився, зокрема на роль вокаліста був запрошений Андерс Фріден, відомий на той час своєю роботою у Dark Tranquillity. Однак Андерс виконав лише половину композицій з альбому (не рахуючи кавер-версії пісні Iron Maiden), інші треки були прописані вокалістом гурту At the Gates Томасом Ліндбергом.

## Список пісень
| #  | Назва                                      | Автор слів      | Тривалість |
| -- | ------------------------------------------ | --------------- | ---------- |
| 1. | «The Day I Buried»                         | Нурдберг        | 6:06       |
| 2. | «Dreamsong»                                | Іверс           | 3:44       |
| 3. | «Carpet»                                   | Іверс, Нурдберг | 3:40       |
| 4. | «The Shadowed End»                         | Ліндберг        | 3:16       |
| 5. | «One of Us / Nightshade»                   | Ліндберг        | 3:54       |
| 6. | «Immortalized»                             | Ліндберг        | 3:48       |
| 7. | «Hallowed Be Thy Name» (Iron Maiden cover) | Гарріс          | 6:46       |

## Список учасників
Музиканти гурту
- Андерс Фріден — вокал
- Андерс Іверс — гітара
- Мікаель Андерссон — гітара
- Томас Юганссон — бас-гітара
- Маркус Нурдберг — ударні

Запрошені музиканти
- Томас Ліндберг — вокал у «The Shadowed End», «Immortalized» та «One of Us / Nightshade»